# Правительство США против Мун Сон Мёна

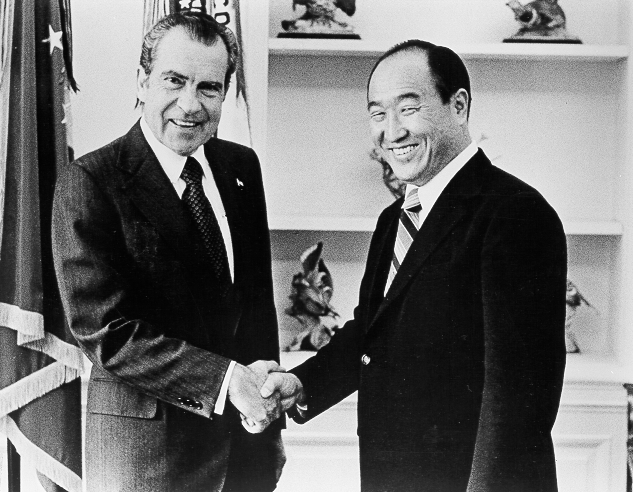
Встреча Мун Сон Мёна и президента Ричарда Никсона, а впоследствии призывы Муна к обществу США простить и объединиться с непопулярным президентом вызвала волну преследований корейского проповедника

Правительство США против Мун Сон Мёна — уголовное преследование лидера секты.
В 1982 году Мун Сон Мён, основатель и руководитель непопулярной в то время в США  Церкви объединения, был заключён в тюрьму в США после того, как суд присяжных признал его виновным в сознательном нарушении правил заполнения налоговой декларации США и в сговоре. Последователи и сторонники, ряд экспертов и представителей других религиозных организаций впоследствии называли это обвинение политическими мотивированным, а тюремное заключение чрезмерным, утверждая, что правительство из незначительного случая намеренно раздуло дело федерального масштаба.

## Обвинение по нормам федерального уголовного и уголовно-процессуального права
15 октября 1981 года Муну было предъявлено официальное обвинение от федерального большого жюри по трём пунктам осознанно неправильного заполнения федеральной налоговой декларации (за 1973, 1974 и 1975 годы) под действием 26-го налогового кодекса § 7206, и по одному пункту заговора 18-го Раздела Свода законов США § 371 — в неправильном заполнении налоговой декларации, препятствии отправлению правосудия, даче ложных показаний официальным лицам, и даче ложных показаний большому жюри. Прокуроры обвинили Муна в том, что он не смог декларировать $112000 (и заплатить по ним подоходный налог), заработанные с процентов от банковского вклада в банке Манхэттен Чейз, и по облигации в $50000.
Существом обвинения являлось то, что, как деньги, так и облигации — считались личной собственностью обвиняемого. В защиту обвиняемого Церковь объединения же настаивала, что в действительности они находились в распоряжении организации, а не Муна. Действительно, Мун перевёл значительные суммы со счета банка Чейз на развитие недавно созданного отделения Церкви объединения, которая ещё не получила статуса юридического лица. Он не декларировал денежный перевод как налоговое изъятие ото всей его налогооблагаемой суммы. Одна из линий защиты, применённой в судебном процессе, состояла в том, что денежная сумма фактически ему не принадлежала и лишь находилась в его распоряжении по поручению и доверенности от японской Церкви объединения. Церковь объединения в США имела на то время лишь 300 членов и поэтому не была зарегистрирована. Адвокат Муна подчеркивал, что после траты небольшой части суммы — расходов на содержание его семьи (и декларирования этой части суммы в налоговой декларации), Мун перевёл деньги на имя Церкви объединения США уже после того, как она была зарегистрирована. Держать церковные денежные средства на счёте у священнослужителя — было в США довольно распространённым явлением, особенно в мелких церквях. В ходе процесса некоторые партнерские с церковью и иные сторонние организации выступили в суде как независимые эксперты.
В число организаций, на стороне Муна выступивших в суде независимыми экспертами, были Национальный совет церквей Христа в США, Национальное совещание чёрного католического духовенства, Конференция южного христианского руководства, Национальная конференция чёрных мэров городов СЩА и Национальная ассоциация юристов США.
Суд отказал Муну в требовании провести заседание без участия присяжных. В апелляции Федеральному апелляционному суду США второго судебного округа отмечено, что Мун доказывал, что "настойчивое требование стороны обвинения о проведении суда с участием присяжных имело намерение преследовать Муна за использование им его же права о свободе слова, прописанного в Первой Поправке Конституции США". Сторона защиты опасалась, что некоторые ранее сделанные заявления Муна с критикой американской политики и общественной жизни в США, должны были определенно спровоцировать предвзятое отношение присяжных к Муну. 
Наказание и последовавшие вслед за ним доводы, приняли форму отказа Муну в праве, а именно в проведении суда без присяжных, которое он в противном случае имел право получить. Апелляционный суд отверг данное утверждение, заявив: «Право на суд с присяжными — это право, данное обвиняемому… от которого ответчик вправе отказаться… Возможность отказа от права не дает ему права потребовать его обратно». Суд постановил, что Статья 26 (а) Федерального уголовного кодекса США "не требует, чтобы Правительство по пунктам излагало причины в требовании о проведении суда с присяжными во время того, как оно отказывается согласиться на предложенный ответчиком отказ (от права на суд с присяжными).

## Мера наказания
Мун был приговорён по всем пунктам обвинения в 1982 году, и приговор обжалован стороной защиты. Муна представлял на апелляции Лоренс Трайб, один из лучших экспертов по конституционному праву и опытный практик Верховного суда в стране. Муну дали 18 месяцев лишения свободы и присудили штраф $15000. Из срока Мун отбыл 13 месяцев в Федеральном исправительном учреждении Дэнбери и по причине хорошего поведения был переведён в учреждение социальной реабилитации перед выходом на свободу. Во время отбывания срока он работал в тюремной кухне. 
Такеру Камияма, помощник Муна и соответчик в судебном процессе, был осуждён за заговор, препятствие отправлению правосудия и лжесвидетельство на 6 месяцев тюремного заключения, которые он отбывал вместе с Муном.
Кеннет Бриггс, бывший редактор по делам религий из Нью-Йорк Таймс, писал: 

«Позже, основатель группы, преподобный Мун Сон Мён, был посажен в тюрьму по сомнительным голословным заявлениям, и отбыл своё наказание в тюрьме штата Коннектикут, досрочно освобождён за образцовое поведение».
Эд Фармер, сокамерник, сказал: 

 "У преподобного Муна очень хорошо с чувством юмора. С трудом верится, что человек с таким чувством юмора является плохим человеком или промывающим мозги другим людям. Он вправду любит людей. Я имею в виду, ему нравится быть с ними. Ему нравится, когда над ним подшучивают, ему нравится, когда его дразнят. С его стороны я ни разу не видел плохого поступка. Он никогда не требовал особого отношения к себе. Он мыл полы и протирал столы, и он помогал другим по завершении своей работы. 
Пока Мун находился в тюрьме, его последователи развернули общественную кампанию в его поддержку. Буклеты, письма и видеокассеты о свободе вероисповеданий были разосланы примерно 3000 христианским лидерам в США. Многие подписали петицию в знак протеста правительственному делу Среди американских христианских лидеров, выступавших в защиту Муна, были консервативный Джерри Фалуэлл, лидер движения «Моральное большинство» (англ.  Moral Majority), и либерал Джозеф Лоуэри (англ.  Joseph lowery), глава Конференции южного христианского руководства Среди остальных, протестующих против правительственного преследования Муна был Харви Кокс, профессор богословия в Гарварде и Юджин Маккарти (англ. Eugene McCarthy), сенатор США и бывший кандидат в президенты США от Демократической партии
Сторонники расценивают дело по уклонению от налогов политически мотивированным. Прокуроры предложили закрыть дело в обмен на то, что Мун откажется от Грин карты, на что он не согласился. Официальный сайт американской Церкви Объединения говорит: 

«Когда официальное обвинение было предъявлено, преподобный Мун находился в Корее. Его адвокаты рекомендовали ему не возвращаться в Америку, поскольку не существует соглашения по экстрадиции между США и Республикой Корея. Однако, он не последовал их совету. Он, как-никак, человек Бога, а не преступник, бегущий от закона. Мун ответил своему адвокату: — Я не брошу свою миссию в США. Этого я никогда не сделаю. И, несмотря на предупреждения он сразу же вернулся в США».
Подкомитет Сената США, во главе с сенатором Оррином Хэтчем, провел собственное расследование по делу Муна и опубликовал решение в своём отчёте, в котором говорилось:

«Мы обвинили новичка в наших берегах в преступлении и международных злодеяниях за незначительный проступок, в который совершают повсеместно большой процент наших религиозных лидеров, а именно, держание активов церкви в счетах банков, зарегистрированных на их же собственные имена. Католические священнослужители делают это. Баптистские священнослужители делают это, то же делал и Мун Сон Мён.
Неважно, как мы видим это, данное остается фактом, что мы обвинили не англоговорящего иммигранта в преступном уклонении от налогов в его первых же налоговых декларациях, которые он подал в нашей стране. Из этого следует, что мы не дали ему справедливого шанса понять наши законы. Мы не пытались применить гражданско-правовой санкции как первоначальной меры наказания. Мы ни разу не дали ему возможности ответить на обвинения. Вместо этого, мы раскачали шум и гам о подлежащей налогообложению сумме, меньшей чем всего лишь $10000, и превратили это незначительное происшествие в вердикт о его виновности с наказанием в 18 месяцев в федеральной тюрьме.
Мне и вправду кажется, после того как мой подкомитет тщательно и объективно пересмотрел это дело со всех сторон, что здесь была проявлена несправедливость, нежели чем справедливость. Дело преследования Муна сигнализирует о том, что если чьи-либо взгляды будут достаточно непопулярны, наша страна найдет путь, чтобы вместо того, чтобы проявить толерантность, скорее признать такого человека виновным. Я не верю, что вы или я, или кто-либо другой, неважно насколько невиновными являемся, могут реалистично сопротивляться произволу объединенных сил нашего Минюста и судебной системы в таком деле, как в случае с Преподобным Муном»
Джеремиа Гатмэн, президент Союза гражданских свобод Нью-Йорка, назвал судебное преследование «непростительное вторжение в частные религиозные дела» Нью-Йорк Таймс и Вашингтон Пост, обе критичные к Муну, выразили озабоченность о правительственном преследовании его и возможных последствиях для других религиозных течений.

## Впоследствии
Майкл Тори, профессор колледжа Марист (Покипси, Нью-Йорк) предположил, что осуждение Муна помогло Церкви объединения завоевать признание среди широких кругов американского общества, поскольку оно показало, что он был финансово подотчётен правительству и народу.
В 1991 году журналист-призер Пулитцеровской премии Карлтон Шервуд в защиту Муна написал книгу «Инквизиция: Физическое и судебное преследование преподобного Мун Сон Мёна» (англ. Inquisition: The Persecution and Prosecution of the Reverend Sun Myung Moon). Шервуд упоминает в ней оппозицию, которой подвергся Мун со стороны СМИ, основных христианских деноминаций, и членов правительства, включая представителя Дональда Фрейзера (англ. Donald Fraser) и сенатора Боба Доула. Шервуд характеризует данную оппозицию как несправедливую, нечестную и малодушную. Он заключает, что федеральное преследование Муна по обвинению в уклонении от налогов было несправедливым, цитируя отказ суда в предоставлении соответчика Муна Такеру Камиямы в предоставлении личного переводчика, отказ позволить двоим выступить перед судом без присяжных, нежели чем с присяжными, возможную необъективность присяжных под воздействием негативно настроенной к Муну прессы, и назначенную меру пресечения как необычно долгий срок в 18 месяцев для уклонения от налогов. Он также упоминает, что Мун мог бы избежать наказания, если бы продолжал оставаться за пределами США.
Шервуд резюмирует: 

"Церковь объединения, её лидеры и последователи были и продолжают быть жертвами худшего из религиозных предубеждений и расовой нетерпимости, которые эта страна видела в течение столетия. Более того, каждый институт, который мы, как американцы, видели святым: Конгресс, суды, силовые структуры, пресса, даже сама Конституция были развращены в злобной, зачастую в зверской манере, в рамках решительных усилий по истреблению этого маленького, но развивающегося религиозного движения" 